# 九州六大学野球連盟
九州六大学野球連盟（きゅうしゅうろくだいがくやきゅうれんめい）とは、福岡県内に所在する6校の大学で構成された大学野球リーグである。全日本大学野球連盟傘下にある。

## 沿革
- 1957年　九州地区大学野球連盟の連盟内組織として創設。
- 1965年　全日本大学野球選手権大会の単独出場権を獲得、九州地区大学野球連盟枠から独立
- 2007年　春季に2戦先勝の勝ち点制を試験的に導入。
- 2008年　春季に2戦固定の勝率制に戻す。但し、以前とは異なり引き分け再試合を実施しないこととした。
- 2014年　春季より引き分け再試合制が復活。

## 運営方法

### 構成
- 固定した6校

### 対戦方法
- 春秋でそれぞれリーグ戦を行う
- 2回戦総当り
- 延長は12回まで。決着がつかない場合、引き分けとして再試合

### 順位決定方法
勝数の比較により決定する(勝ち数制)。勝ち数と負け数が同数となったケースでは、春季は優勝チームを決定するための、秋季は優勝、準優勝、3位を決定するプレーオフ(順位決定戦)を行う。それ以外の順位については前季の順位が上のチームを上の順位とすることとしている。

### 優勝校特典
- 春季リーグ戦の優勝校は全日本大学野球選手権大会の九州六大学野球連盟代表校として出場権獲得
- 秋季リーグ戦の上位3校は全九州大学野球選手権大会の九州六大学野球連盟代表校となり、左記大会で優勝した場合に、九州地区代表として明治神宮野球大会出場権獲得。

## 試合会場
福岡市及び北九州市周辺の各公共野球場で実施されている。以下に近年主に使用している球場を記す。
北九州市民球場、春日球場、久留米球場、筑豊緑地球場、桧原球場、小郡球場。またかつては平和台球場でも開催。
近年、春季リーグの開幕戦に限り、福岡六大学野球連盟と合同による福岡ドームの開催となっている。

## 加盟大学
※大学選手権＝全日本大学野球選手権大会出場回数、神宮大会＝明治神宮大会出場回数。（大学選手権と神宮大会の実績はリーグ発足以前も含む）
| 学校           | 優勝回数 | 最終優勝 | 大学選手権 | 神宮大会 | 最終出場大会      | 備考                                                                   |
| -------------- | -------- | -------- | ---------- | -------- | ----------------- | ---------------------------------------------------------------------- |
| 福岡大学       | 63       | 2024年秋 | 32         | 11       | 2024年 神宮大会   | 全日本大学野球選手権ベスト4：1回 明治神宮大会ベスト4：1回              |
| 九州国際大学   | 51       | 2022年秋 | 24         | 11       | 2016年 大学選手権 | 全日本大学野球選手権ベスト4：5回 明治神宮大会ベスト4：2回 旧：八幡大学 |
| 西南学院大学   | 7        | 2023年春 | 7          | 0        | 2023年 大学選手権 |                                                                        |
| 北九州市立大学 | 6        | 2021年秋 | 5          | 0        | 2005年 大学選手権 | 旧：北九州大学                                                         |
| 久留米大学     | 5        | 1993年春 | 2          | 3        | 1993年 大学選手権 | 明治神宮大会ベスト4：1回                                               |
| 九州大学       | 1        | 1958年春 | 0          | 0        | -                 |                                                                        |

### 2強から混戦時代に
リーグ優勝回数は福岡大学と九州国際大学（旧：八幡大学）が他大学を圧倒しており長年2強時代が続いていたが、近年は混戦状態になって来ている。またプロ野球輩出人数もこの2大学からが多くなっている。

### 西福戦
西南学院大学と福岡大学は福岡を代表する私大であり、リーグ草創期に上位を争っていたことから「西福戦」（福西戦）として両校が応援団などを動員した対抗戦として盛り上げている。なお、かつては九国大対北九大、久留米大対九大の応援合戦が行われていた。

## 歴代優勝校
平成以降の優勝校
- ◇:明治神宮野球大会出場権獲得（1993年までは九州地区と隔年出場）
- ◎：代表決定戦に勝利し明治神宮野球大会出場権獲得

| 開催年 | 春季リーグ優勝 | 秋季リーグ優勝       |
| ------ | -------------- | -------------------- |
| 1989年 | 福岡大学       | 九州国際大学◇        |
| 1990年 | 福岡大学       | 福岡大学             |
| 1991年 | 九州国際大学   | 九州国際大学◇        |
| 1992年 | 九州国際大学   | 福岡大学             |
| 1993年 | 久留米大学     | 福岡大学◇            |
| 1994年 | 九州国際大学   | 九州国際大学         |
| 1995年 | 福岡大学       | 九州国際大学◎        |
| 1996年 | 九州国際大学   | 福岡大学◎（注1）     |
| 1997年 | 九州国際大学   | 九州国際大学         |
| 1998年 | 福岡大学       | 福岡大学             |
| 1999年 | 福岡大学       | 九州国際大学         |
| 2000年 | 福岡大学       | 九州国際大学         |
| 2001年 | 九州国際大学   | 福岡大学◎            |
| 2002年 | 九州国際大学   | 九州国際大学◎        |
| 2003年 | 福岡大学       | 福岡大学◎（注1）     |
| 2004年 | 北九州市立大学 | 福岡大学             |
| 2005年 | 北九州市立大学 | 九州国際大学         |
| 2006年 | 福岡大学       | 九州国際大学         |
| 2007年 | 九州国際大学   | 福岡大学             |
| 2008年 | 福岡大学       | 福岡大学◎            |
| 2009年 | 九州国際大学   | 九州国際大学         |
| 2010年 | 福岡大学       | 九州国際大学         |
| 2011年 | 福岡大学       | 九州国際大学         |
| 2012年 | 福岡大学       | 九州国際大学◎（注2） |
| 2013年 | 福岡大学       | 福岡大学◎            |
| 2014年 | 福岡大学       | 福岡大学             |
| 2015年 | 西南学院大学   | 九州国際大学◎        |
| 2016年 | 九州国際大学   | 北九州市立大学       |
| 2017年 | 福岡大学       | 九州国際大学         |
| 2018年 | 福岡大学       | 西南学院大学         |
| 2019年 | 福岡大学       | 北九州市立大学       |
| 2020年 | 中止           | 福岡大学             |
| 2021年 | 福岡大学       | 北九州市立大学       |
| 2022年 | 福岡大学       | 九州国際大学         |
| 2023年 | 西南学院大学   | 福岡大学             |
| 2024年 | 福岡大学       | 福岡大学◎            |

- （注1）：明治神宮大会に出場したのはリーグ2位の九州国際大学。
- （注2）：明治神宮大会に出場したのはリーグ2位の福岡大学。